# Pseudosphex
Pseudosphex este un gen de insecte lepidoptere din familia Arctiidae.

## Specii[1]
- Pseudosphex aracia
- Pseudosphex caurensis
- Pseudosphex causa
- Pseudosphex crabronis
- Pseudosphex deceptans
- Pseudosphex eumenides
- Pseudosphex exsul
- Pseudosphex fasciolatum
- Pseudosphex fassli
- Pseudosphex fuscus
- Pseudosphex garleppi
- Pseudosphex hyalozona
- Pseudosphex ichneumonea
- Pseudosphex joinvillea
- Pseudosphex jonesi
- Pseudosphex kenedyae
- Pseudosphex klagesi
- Pseudosphex laticincta
- Pseudosphex melanogen
- Pseudosphex noverca
- Pseudosphex novercida
- Pseudosphex paraensis
- Pseudosphex parallela
- Pseudosphex pellax
- Pseudosphex polistes
- Pseudosphex polybia
- Pseudosphex polybioides
- Pseudosphex rubra
- Pseudosphex rubripalpus
- Pseudosphex sericea
- Pseudosphex steinbachi
- Pseudosphex strigosa
- Pseudosphex uniformis
- Pseudosphex venezuelensis